# Călățea
Călățea – wieś w Rumunii, w okręgu Bihor, w gminie Aștileu. W 2011 roku liczyła 671
mieszkańców.